# Elecciones legislativas de Francia de 1997
Las elecciones legislativas de Francia de 1997 tuvieron lugar el 25 de mayo y el 1 de junio de 1997.
En 1997, el presidente Jacques Chirac disolvió el parlamento un año antes de que terminara la legislatura, en la que las derechas disfrutaban de una amplísima mayoría, para tratar de continuar con ella cinco años más, hasta 2002, cuando coincidirían las elecciones legislativas y las presidenciales. Chirac convocó elecciones para sorprender a una izquierda que aún no había elegido a sus candidatos. Esto provocó que Lionel Jospin volviera de su retiro y se postulara para primer ministro.
En la primera ronda, la conjunción socialistas-verdes aseguró más escaños que la «mayoría presidencial» de derechas, lo que provocó la dimisión del primer ministro Alain Juppé. Por si fuera poco, muchos diputados de centroderecha no alcanzaron la segunda vuelta, eliminados por los socialistas y un Frente Nacional que empezaba a remontar. Jospin sorprendió en la segunda vuelta y tras ganar las elecciones con el apoyo de los ecologistas fue elegido primer ministro, cohabitando con el presidente Chirac, de signo político opuesto, durante cinco años.

## Resultados
| Partido                            | Total     | Total  |
| Partido                            | Diputados | % Dip. |
| ---------------------------------- | --------- | ------ |
| Partido Socialista                 | 241       | 23.5   |
| Agrupación por la República        | 134       | 15.7   |
| Frente Nacional                    | 1         | 14.9   |
| Unión para la Democracia Francesa  | 108       | 14.2   |
| Partido Comunista Francés          | 38        | 9.9    |
| Los Verdes                         | 7         | 6.8    |
| Partido Radical de Izquierda       | 12        | 1.4    |
| Movimiento Republicano y Ciudadano | 7         | 1.1    |

- Datos: Q691731
- Multimedia: French legislative elections (1997) / Q691731